# Långstjärtad smaragd
Långstjärtad smaragd (Cynanthus auriceps) är en fågel i familjen kolibrier. Den är endemisk för västra Mexiko.

## Utseende
Långstjärtad smaragd är en mycket liten (cirka 8 cm) kolibri med kluven stjärt. Hanen är distinkt med helt smaragdgrön fjäderdräkt, på pannan mer guldgrönt. Den svartaktiga stjärnen är mycket lång och djupt kluven. Näbben är rödaktig med svart spets. Honan har strimmigt ansikte, lik hona brednäbbad kolibri men mycket mindre och med kortare och rakare näbb.

## Utbredning och systematik
Fågeln förekommer enbart i västra Mexiko (södra Sinaloa till Durango, Guerrero och Oaxaca). Den behandlas som monotypisk, det vill säga att den inte delas in i några underarter.

### Släktestillhörighet
Arten placeras traditionellt i släktet Chlorostilbon, men genetiska studier visar att den är nära släkt med arterna i Cynanthus och har därför flyttats dit.

## Levnadssätt
Långstjärtad smaragd föredrag buskiga skogar och skogsbryn, vanligen i torrare områden. Den födosöker på alla nivåer då den tydligt vippar på stjärten. Hanen ses ibland sitta exponerat på en kvist.

## Status och hot
Arten har ett stort utbredningsområde med okänd utveckling. Internationella naturvårdsunionen IUCN listar arten som livskraftig (LC). Beståndet uppskattas till i storleksordningen 50 000 till en halv miljon vuxna individer.